# Ananjinocultuur
De Ananjinocultuur is een ijzertijdcultuur van de late 8e tot 3e eeuw v.Chr. met haar zwaartepunt in het Kamabekken van Rusland. 
De naam komt van de in 1858 ontdekte graven in de buurt van het dorp Ananjino (Ананьино) nabij Jelaboega, Tatarije.
De cultuur bevindt zich ten oosten van de Midden-Wolga (van de rivier Vetloega tot de stad Oeljanovsk) in het stroomgebied van de Kama. In het zuidoosten strekt de cultuur langs de benedenloop van de rivier Belaja, vanaf de monding tot aan de stad Birsk. In het noorden strekt haar invloed zich uit tot de Petsjora en de Subarctische Oeral.
In het Wolga-Kama gebied vervagen de sporen van de Ananjinocultuur in de 6e eeuw v.Chr., elders in de 3e tot 2e eeuw v.Chr.

## Archeologische vondsten

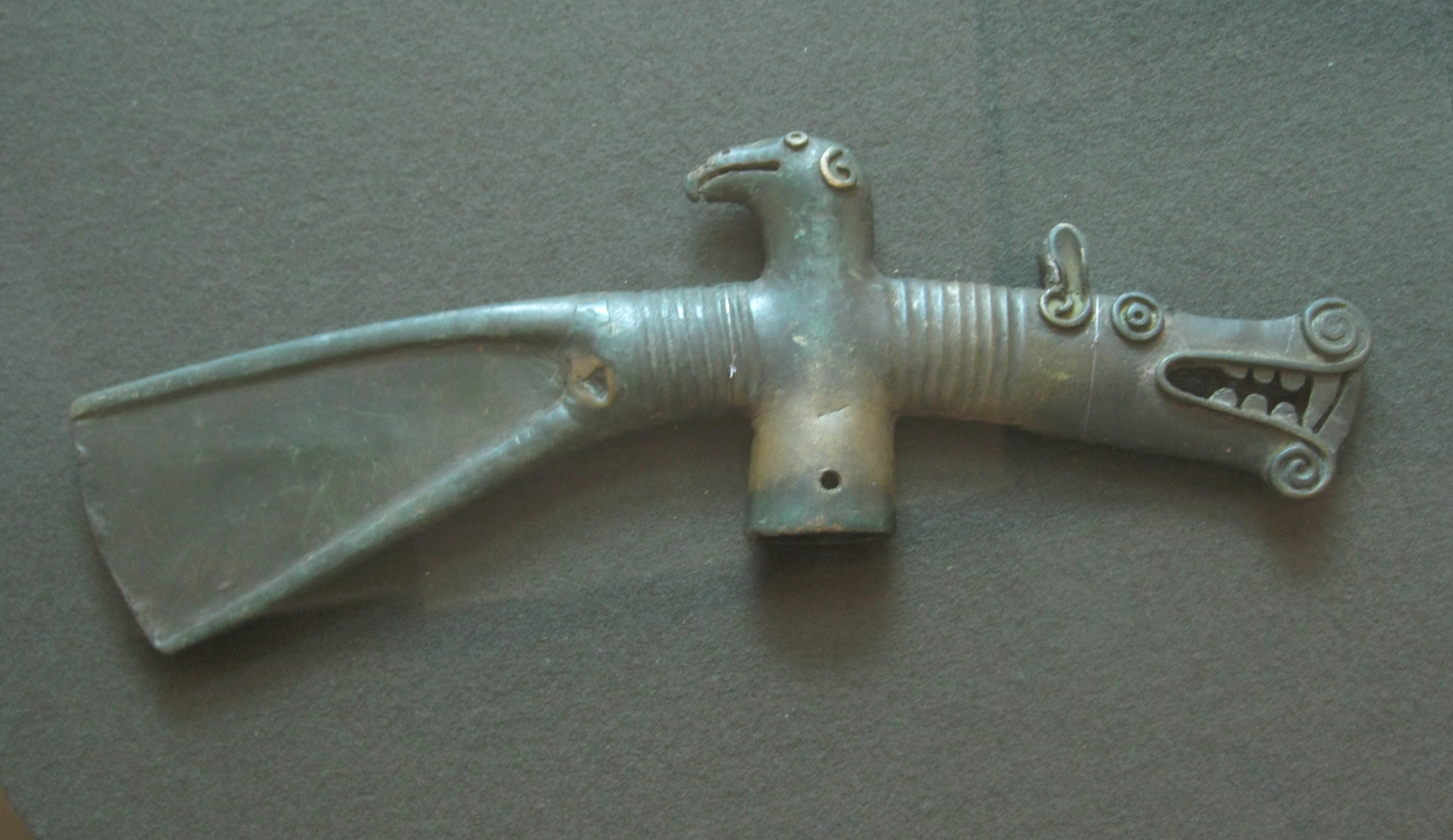
bronzen bijl

Er zijn onversterkte en versterkte nederzettingen, forten en begravingen gevonden. In de nederzettingen en forten werden de restanten van twee typen gebouwen gevonden: onverdiepte blokhutten (10×5m - 12×4m) en verdiepte langhuizen (40×4-6m). In de Konetsgor-nederzetting werden lange in secties verdeelde huizen met haarden op hun lengteas gevonden. 
De bevolking hield zich bezig met veeteelt en landbouw, maar jacht en visserij speelden een belangrijke rol. Onder het vee namen paarden de belangrijkste plaats in, maar ook runderen, varkens, schapen en geiten werden gehouden.
Goed ontwikkeld was de ijzerbewerking en bronsgieterij, weven, spinnen, beender- en lederwaren en aardewerk. Het karakteristieke aardewerk heeft ronde bodems en is versierd met putjes en touwdecoraties. In de nederzettingen zijn veel beenderen gebruiksvoorwerpen gevonden, voornamelijk voor de jacht en visserij: pijlpunten van verschillende vormen, harpoenen en dissels.
De begraafplaatsen zijn zonder grafheuvels en soms zeer omvangrijk. De oudere begraafplaats bij Achmylov bevatte meer dan 1.100 graven. De graven bevinden zich steeds dicht bij water, met de voeteinden naar het water gericht. De oudste van hen hadden stenen steles met afbeeldingen van wapens naast het graf. In de 6e of 5e eeuw v.Chr werden deze vervangen door steles boven de graven, soms met mannelijke beelden met of zonder wapens. Begravingen in met houten kamers bedekte kuilgraven overheersen. Enkelvoudige begravingen komen het meest voor, maar ook meervoudige graven, herbegravingen en gedeeltelijke begravingen (schedels) zijn bekend. 
De begrafenissen laten duidelijke sociale verschillen zien. Ze waren in sommige gevallen vergezeld van grafgiften als vlees (paardenvlees voor mannen en rundvlees voor vrouwen) en diverse voorwerpen waaronder aardewerk potten. Bij de mannelijke graven zijn meestal wapens en uitrustingsstukken zoals speren, bijlen, zwaarden, dolken, pijlpunten, wiggen en ornamenten te vinden. In de vrouwelijke graven vindt men sieraden zoals armbanden, halsringen, hangertjes en met buisjes versierde leren hoofdbanden. In de vroege periode vindt men naast bronzen en ijzeren werktuigen ook vuurstenen pijlpunten en schrapers.
De Ananjinocultuur was sterk beïnvloed door de Colchis- en Kobanculturen van de Kaukasus en de Scythische nomadische culturen van de Pontisch-Kaspische Steppe. Vooral belangrijk waren de banden met de Kaukasusculturen, zoals aangetoond door tal van geïmporteerde producten. Er werd vastgesteld dat de ijzertechnologie afgeleid was van de Kaukasische tradities.

## Etnische identiteit
De Ananjinocultuur vertegenwoordigd volgens sommigen de voorouders van de huidige Oedmoerten en Komi, met name in haar oostelijke deel. In het westelijke deel worden wel de voorouders van de Mari gezien, hoewel deze door anderen gezocht worden in de ten westen van de Wolga aangrenzende Gorodetscultuur.